# Cléber Eduardo Arado
Cléber Eduardo Arado (født 11. oktober 1972, død 2. januar 2021) var en brasiliansk fodboldspiller.
Han spillede for flere forskellige klubber i sin karriere, herunder Kyoto Purple Sanga.